# Renato Marangoni

Bischofswappen von Renato Marangoni

Renato Marangoni (* 25. Mai 1958 in Crespano del Grappa, Treviso, Italien) ist ein italienischer Geistlicher und römisch-katholischer Bischof von Belluno-Feltre.

## Leben
Renato Marangoni trat 1969 in das Knabenseminar in Thiene ein. Er studierte am Priesterseminar des Bistums Padua, für das er am 4. Juni 1983 durch Erzbischof Filippo Franceschi das Sakrament der Priesterweihe empfing.
Nach Tätigkeiten als Kaplan in Padua und Rom war er von 1987 bis 1992 Assistent am römischen Universitätsinstitut Villa Nazareth. An der Päpstlichen Universität Gregoriana wurde er mit einer Dissertation über die Ekklesiologie der Gemeinschaft bei Papst Paul VI. promoviert. Von 1993 bis 1995 war er Assistent am Knabenseminar in Selvazzano Dentro und anschließend zehn Jahre lang stellvertretender Schulleiter am Kolleg Gregorianum in Padua. Daneben war er von 2000 bis 2003 Sekretär der diözesanen Kommission für die Weiterbildung des Klerus. Von 2001 bis 2008 war er bischöflicher Beauftragter für die Familienseelsorge und Präsident der diözesanen Familienkommission. Von 2003 bis 2008 war er Moderator des Priesterrates, dem er ab 2013 als ordentliches Mitglied angehörte. Von 2003 bis 2012 war er stellvertretender Direktor des Fortbildungsinstituts für den Klerus und ab 2008 Bischofsvikar für das Laienapostolat sowie Ehrendomherr des Domkapitels. Neben verschiedenen anderen diözesanen und regionalen Funktionen war er ab 2013 delegierter Präsident des Diözesanpastoralrats und ab 2015 Bischofsvikar für die Seelsorge.
Am 10. Februar 2016 ernannte ihn Papst Franziskus zum Bischof von Belluno-Feltre. Die Bischofsweihe spendete ihm der Bischof von Padua, Claudio Cipolla, am 10. April desselben Jahres. Mitkonsekratoren waren sein Amtsvorgänger Giuseppe Andrich, der Patriarch von Venedig, Francesco Moraglia, und der Altbischof von Padua, Antonio Mattiazzo. Die Amtseinführung im Bistum Belluno-Feltre fand am 24. April 2016 statt.